# Diego Quintela
Diego Quintela Carril, más conocido como Diego Quintela (6 de agosto de  1991 en Arzúa, La Coruña) es un jugador de fútbol sala español que actúa como ala-pívot en el Servigroup Peñíscola FS y en la Selección de fútbol sala de España.

## Trayectoria deportiva
A los 6 años se unió a un equipo de su pueblo. Tenía que jugar con los benjamines de 9-10 años, ya que por aquel entonces aún no había prebenjamines. En 2006 se unió al Riazor FS, hasta llegar al Santiago Futsal en 2008.

## Clubes
- Riazor FS (2006-2008)
- Santiago Futsal (2008-2016)
- FC Barcelona (2016-2017)
- Palma Futsal (2017- 2020)
- Burela FS (2020- 2022)
- Peñíscola FS (2022- actualidad)

## Palmarés
| Título              | Club            | País   | Año  |
| ------------------- | --------------- | ------ | ---- |
| Supercopa de España | Santiago Futsal | España | 2010 |

## Vida personal
Vive en Mallorca, con su pareja. Se trasladó este verano para seguir su trayectoria deportiva en el Palma Futsal.